# Runa Reta
Runa Reta (* 14. Dezember 1980 in Ottawa) ist eine ehemalige kanadische Squashspielerin.

## Karriere
Runa Reta spielte von 2001 bis 2012 auf der WSA World Tour, auf der sie zwei Titel gewann. Ihre höchste Platzierung in der Weltrangliste erreichte sie mit Rang 29 im Oktober 2007. Bei den Panamerikanischen Spielen gewann sie 2007 die Bronzemedaille im Einzel sowie Gold mit der Mannschaft. Mit der kanadischen Nationalmannschaft nahm sie 2004, 2006 und 2008 an Weltmeisterschaften teil. Bei Weltmeisterschaften im Einzel erreichte sie 2004 und 2007 über die Qualifikation das Hauptfeld, schied aber jeweils in der ersten Runde aus. Sie wurde 2009 kanadischer Landesmeister. 
Von 2012 bis 2016 als Trainerin auf den Bermudas tätig, für die sie auch 2015 bei den Karibikmeisterschaften spielberechtigt war und hinter Karen Meakins Zweite wurde.

## Erfolge
- Vize-Karibikmeister: 2015
- Gewonnene WSA-Titel: 2
- Panamerikanische Spiele: 1 × Gold (Mannschaft 2007), 1 × Bronze (Mannschaft 2007)
- Kanadischer Meister: 2009